# Pomnik Katyński w Jersey City
Pomnik Katyński w Jersey City (ang. Katyń Memorial in Jersey City) – pierwszy pomnik katyński w Stanach Zjednoczonych stojący na otwartej przestrzeni miejskiej, odsłonięty 19 maja 1991 roku, zlokalizowany w Jersey City w stanie New Jersey przy ujściu rzeki Hudson do Oceanu Atlantyckiego.

## Autor i forma pomnika
Autorem monumentu, upamiętniającego ofiary zbrodni katyńskiej popełnionej w 1940 roku przez radziecką policję polityczną NKWD na polskich jeńcach wojennych na polecenie Biura Politycznego KC WKP(b), jest polski rzeźbiarz Andrzej Pityński.
Pomnik o wysokości ok. 12 metrów składa się z granitowego cokołu o wadze 120 ton, na którym znajduje się wykonana z brązu postać zakneblowanego żołnierza z rękami związanymi z tyłu, z wbitym w plecy bagnetem nasadzonym na karabin. Rzeźba żołnierza ma wagę 6 ton. Na przedniej części cokołu znajduje się napis KATYŃ i data 1940, a na jego wschodniej części płaskorzeźba upamiętniająca głodujących Polaków zesłanych na Syberię.

## Uroczystości
12 września 2004 roku uroczyście odsłonięto wmurowaną w cokół pomnika tablicę pamiątkową z wizerunkiem Matki Boskiej poświęconą zamachom z 11 września 2001 roku, opatrzoną napisem w języku angielskim:
NEVER FORGET! PRAY FOR THE INNOCENT VICTIMS AND HEROES WHO DIED IN THE TERRORIST ATTACK ON AMERICA, SEPTEMBER 2001
(Nigdy nie zapomnij! Módl się za niewinne ofiary i bohaterów, którzy zginęli w ataku terrorystycznym na Amerykę 11 września 2001)
W kwietniu 2010 roku pod Pomnikiem Katyńskim w Jersey City uczczono pamięć prezydenta RP Lecha Kaczyńskiego, Marii Kaczyńskiej i pozostałych ofiar katastrofy polskiego Tu-154 w Smoleńsku.
16 maja 2018 kwiaty pod pomnikiem złożył prezydent RP Andrzej Duda i pierwsza dama Agata Kornhauser-Duda.

## Kontrowersje wokół pomysłu przeniesienia pomnika
W kwietniu 2018 roku burmistrz Jersey City Steve Fulop ogłosił, że w reprezentacyjnym miejscu przy nabrzeżu rzeki Hudson naprzeciw Manhattanu chce stworzyć park i usunąć stamtąd pomnik.
7 maja 2018 roku na skutek działań burmistrza Fulopa powstała petycja do Białego Domu, by prezydent Donald Trump potępił próby usunięcia pomnika z placu w Jersey City.
W czerwcu 2018 roku dziewięcioosobowa rada miejska Jersey City przychyliła się do projektu burmistrza, uchwalając stosowną uchwałę przy dwóch głosach przeciwnych. Decyzja ta spowodowała protesty, których efektem była pierwsza w historii stanu New Jersey petycja o obywatelskie referendum. Zebrano blisko 7,5 tys. ważnych podpisów, a referendum zostało wyznaczone na 11 grudnia 2018 roku. Jednakże w międzyczasie, w wyniku protestów i działań Sławomira Platty, nowojorskiego adwokata, burmistrz i radni wycofali się z pomysłu przeniesienia pomnika. Finalnie, po kilku kolejnych zwrotach akcji w listopadzie 2018 roku Rada Miasta postanowiła, że Pomnik Katyński pozostanie na Exchange Place na prawach użytkowania wieczystego.